# Hesleyside Hall
Hesleyside Hall est une maison de campagne privée du XVIIIe siècle et la maison ancestrale de la famille Border Reivers Charlton à environ 2 milles ( Unité « 0 » inconnue du modèle {{Conversion}}.) à l'ouest de Bellingham, Northumberland. Il s'agit d'un bâtiment classé Grade II*.

## Histoire
Les Charlton sont à Hesleyside depuis le XIVe siècle . Le manoir actuel, qui aurait été construit sur le site d'une tour Pele du XIVe siècle, est construit en 1719. Le terrain est aménagé par Capability Brown en 1776 et la façade est a été remodelée par l'architecte William Newton en 1796.
Edward Charlton est créé baronnet en 1645 . Plus tard, les Charltons servent comme haut shérifs de Northumberland en 1721 et 1837, et comme sous-lieutenant.
L'écurie adjacente (un bâtiment classé Grade II) incorpore une pierre datant de 1747.
L'éperon du Charlton est un éperon du XVIe siècle situé au niveau de la maison qui était parfois servi au chef de famille sur un plateau, indiquant que la nourriture était faible et qu'il était nécessaire de faire du pillage de bétail .
Hesleyside Hall est actuellement géré par William et Anna Charlton qui ont effectué d'importants travaux de conservation et de mise à niveau et diversifié le domaine pour inclure des cabanes de berger dans le parc ,.
En 2015, Hesleyside Hall est apparu dans l'émission de télévision Tales from Northumberland avec Robson Green.